# عزل خارق
العزل الخارق (بالإنجليزية: superinsulation)‏، هو نهج بناء وتصميم للتقليل بشكل كبير من عملية الفقد الحراري وزيادة مستويات ال air-tightness من خلال استخدام مستويات عالية من العزل وتعد نمط من تنماط ال passive house.

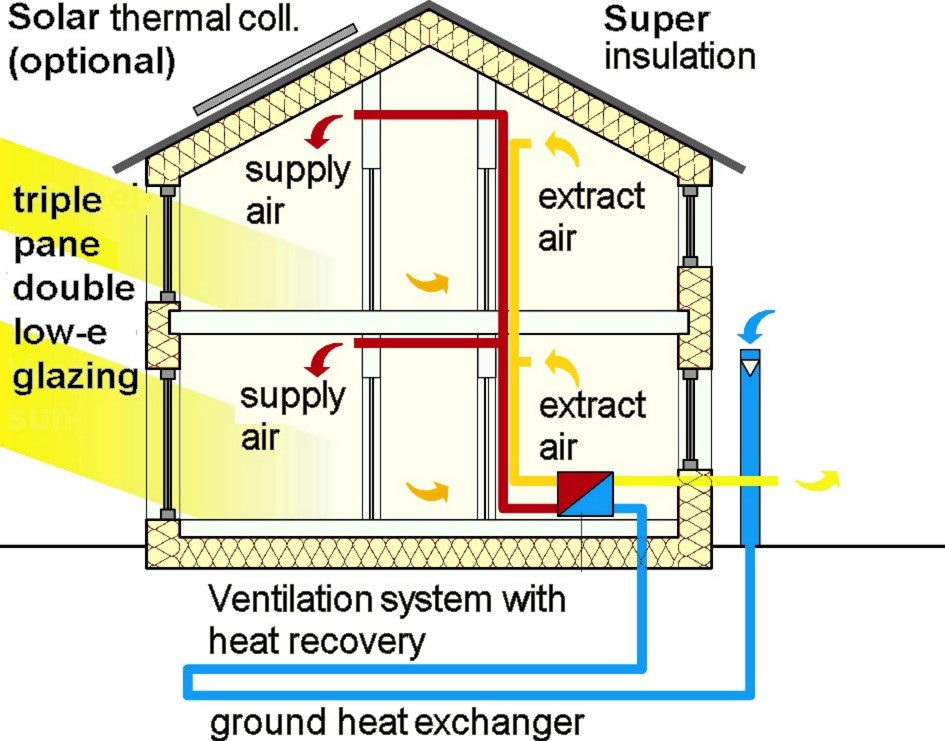

## تعريف
لايوجد تعريف محدد لل (superinsulation)ولكن المباني ال (superinsulated) عادة ما تشمل:
- مستويات عالية جدا من العزل وعادة ما تكون الجدران Rip40 والاسقف Rip60. المقابلة لقيم نظام الوحدات الدولي قيمة مقاومة حراريةs of 0.15 and 0.1 W/(m²·K) respectively).
- تفاصيل لضمان استمرارية عزل الجدران حيث تلتقي السقوف والقواعد والجدران الأخرى.
- محكم البناء وخصوصا حول الأبواب والنوافذ.
- تهوية مع استرجاع حراري لتوفير الهواء النقي.
- استخدام النوافذ الصغيرة في جميع الاتجاهات.
- أصغر بكثير من أنظمة التدفئة التقليدية، مجرد سخان احتياطي صغير.
- يطلق على أي مبنى انه (insulated) عندما يكون تكلفة التدفئة اقل من تكلفة تسخين الماء.

## نظرية
ويقصد بالبيت (superinsulated) عندما يحد من احتياجات التدفئة بشكل كبير جدا، يمكن تدفئتها من مصادر الحرارة الذاتية (حرارة النفايات الناتجة عن الأجهزة وحرارة الجسم من شاغلي) مع كميات صغيرة جدا من الحرارة احتياطية.
وقد تجلى هذا في العمل حتى في الأجواء الباردة جدا ولكنها تتطلب اهتماما وثيقا لتفاصيل البناء، بالإضافة إلى أنظمة العزل.

## تاريخ
وكان مصطلح "superinsulation" بواسطة Wayne Schick في جامعة إلينوي في إربانا-شامبين. في عام 1976 كان جزءا من الفريق الذي وضع تصميم ال "Lo-Cal". باستخدام المحاكاة الحاسوبية على أساس المناخ من ماديسون.
وقد تم بناء العديد من المنازل والدوبلكس والشقق الخاصة على أساس مبادئ "Lo-Cal".التي بنيت ب Champaign-Urbana، إلينوي
في اعوام ال 1970.
في عام 1978 "Saskatchewan House" تم بناؤه في ريجينا من قبل مجموعة من عدة وكالات تابعة للحكومة الكندية.
كان أول بيت للتدليل على الملأ قيمة superinsulation ولدت الكثير من الاهتمام. وتضمنت القائمة أصلا بعض التجارب اجلاء أنبوب الألواح الشمسية، ولكن لم تكن هناك حاجة إليها، وأزيلت في وقت لاحق.
في عام 1979 "Leger House" بناه ليجيه يوجين، في Pepperell الشرق، ولاية ماساشوستس. كان لهامظهر أكثر تقليدية من "Saskatchewan House"، وحصل أيضا دعاية واسعة النطاق.
الدعاية من "Saskatchewan House" و"Leger House" أثرت بالعديد من البناة، وبنيت منازل superinsulated عديدة على مدى السنوات القليلة المقبلة. كما أثرت ب Wolfgang Feist عندما طور معيار المنازل السلبية. منزل سلبي.

## التعديل التحديثي retrofits
من الممكن، والمرغوب فيه على نحو متزايد، تحديث ال (superinsulation) إلى منزل قديم أو بناء. وأسهل طريقة هي في كثير من الأحيان إلى إضافة طبقات من العزل الخارجي. وأحيانا عن طريق بناء الجدران الخارجية الجديدة التي تتيح مساحة أكبر للعزل.
يمكن تثبيت حاجز بخار (vapour carrier) على السطح الخارجي للاطارالأصلي ولكن قد لا تكون هناك حاجة.
و إضافة حاجز الهواء محسن سيكون له قيمة عالية في رفع مستوى المنزل. كما في المنازل القديمة التي ترشح الهواء، يكون هذا الحاجز الجوي إضافة هامة لتوفير الطاقة والمتانة.
وينبغي توخي الحذر عند إضافة حاجز بخار كما أنها يمكن أن تقلل من تجفيف رطوبة عرضية، أو حتى تتسبب في فصل الصيف (في المناخات مع الصيف الرطبة) التكثيف ويترتب على ذلك العفن. وهذا قد يسبب مشاكل صحية للركاب وتلف الهيكل القائم. العديد من بناة في شمال كندا استخدموا نهج بسيط 1/3 إلى 2/3، وضع حاجز بخار لا بمزيد من من 1/3 من R-قيمة الجزء المعزول من الجدار.
بالعادة هذا الأسلوب صالح للجدران الداخلية التي ليس لديها مقاومة للرطوبة (على سبيل المثال أنها تستخدم العزل ليفي fibrous insulation)، وتسيطر على التكثف الناتج عن تسرب الهواء، فضلا عن البخار المتكثف. وسيكفل هذا النهج أن التكثيف لا يحدث في أو إلى الداخل من حاجزالبخار خلال الطقس البارد.
قاعدة ال 1/3 و 2/3 تضمن أن درجة حرارة حاجز البخار لن تنخفض إلى درجة حرارة نقطة الندى في الهواء الداخلي، وسيقلل من احتمال حدوث مشاكل التكثيف في الطقس البارد. على سبيل المثال، مع وجود درجة حرارة الغرفة الداخلية من 20 درجة مئوية (68 درجة فهرنهايت)، وحاجز بخار بدرجة حرارة لا تصل إلا 7,3 درجة مئوية (45 درجة فهرنهايت), ودرجة حرارة الخارج -18 درجة مئوية (-1 درجة فهرنهايت). درجات حرارة الندى في الهواء الداخلي هو أكثر عرضة لتكون في حدود حوالي 0 درجة مئوية (32 درجة فهرنهايت) عندما يكون في الهواء الطلق البارد، أقل بكثير من درجة حرارة حاجز البخار، وبالتالي فإن قاعدة ال 1/3: 2/3 تكون محافظة جدا.
للمناخات التي لا تواجه في كثير من الأحيان -18 درجة مئوية، ينبغي تعديل القاعدة الأولى إلى٪ 40:60 أو 50:50. وتلعب درجة حرارة الندى للهواء الداخلي دورا هاما لمثل هذه القواعد والمباني مع ارتفاع الرطوبة الداخلية خلال الطقس البارد (على سبيل المثال، المتاحف، وأحواض السباحة، أو المنازل سيئة التهوية).
نفاذية البخار من المباني ال الخارج من خلال الجدران الاصلية، والتي تسمح ببقاء الهواء بالخارج تساعد على جفاف الحائط من الخارج. الأسفلت وغيرها من المنتجات مثل منتجات البوليمرات قابلة للاختراق تتوفر لهذا الغرض.
التعديل التحديثي للداخل ممكن إذا كان المالك يريد الحفاظ على الإكساء الخارجي القديم، أوالقوانين التنظيمية لا تترك مساحة للحصول على الخارج التحديثية.
اغلاق حاجز الهواء أكثر صعوبة واستمرارية العزل الحراري (بسبب التقسيم كثيرة، الطابق، والتقسيمات غير الانشائية)، ويتمتجميع وتثبيت الجدار الأصلي في الطقس البارد (وبالتالي أكثر عرضة للتكاثف وأبطأ لتجف)، ويتعرض المستخدمين إلى اختلالات كبيرة، والتقسيمات الداخلية تكون قليلة. وثمة نهج آخر هو استخدام أسلوب 1/3 إلى 2/3 المذكورة أعلاه - وهذا هو، لتثبيت مثبط بخار في داخل الجدار القائم (إذا لم يكن هناك واحدة بالفعل) وإضافة العزل وهيكل الدعم في الداخل.
بهذه الطريقة، يمكن إضافة المرافق العامة (الكهرباء، والهاتف، والكابلات، والسباكة) في هذا الجدار الجديد دون اختراق حاجز الهواء.

## التكلفة والفوائد cost and benefits
في أنظمة البناء الجديد، يمكن تعويض تكلفة العزل اضافية وتأطير الجدار التي لا تتطلب نظام التدفئة المركزية. في المنازل مع العديد من الغرف، طابق واحد أو أكثر، يكون تكييف الهواء من خلال فرن مركزي. الأفران الصغيرة ليست مكلفة للغاية ودائماما تكون مطلوبة في بعض مجاري الهواء في كل غرفة لتوفير الهواء للتهوية. لأن ذروة الطلب السنوي، واستخدام الطاقة منخفضة، وليس متطورة ومكلفة. وبالتالي، قد يتم استخدام السخانات الكهربائية. وعادة ما تكون السخانات الكهربائية المستخدمة فقط في ليالي الشتاءالباردة عندما يكون الطلب الكلي على الطاقة الكهربائية منخفضة. قد تكون تكلفة superinsulation التحديثية في حاجة إلى أن يكون متوازنامع الكلفة في المستقبل من وقود التدفئة (يمكن من المتوقع أن تتقلب من عام إلى آخر بسبب مشاكل في توريد، والكوارث الطبيعية أو الأحداث الجغرافية السياسية)، والرغبة في الحد من التلوث من تسخين مبنى، أو الرغبة في توفير الراحة الحرارية استثنائية.
بيت superinsulated يستغرق وقتا أطول ليبرد في حالة حدوث انقطاع التيار الكهربائي الموسعة خلال الطقس البارد، على سبيل المثال بعد عاصفة الثلج الشديد يعطل نقل الكهرباء بسبب فقدان الحرارة أقل بكثير من المباني العادية، ولكن سعة التخزين الحراري للمواد الانشائية ومحتوياته هو نفسه.